# Oksana Baulina
Oksana Víktorovna Baúlina (en ruso Оксана Викторовна Баулина; Krai de Krasnoyarsk, URSS, 1 de noviembre de 1979 - Kiev, 23 de marzo de 2022) fue una periodista y activista rusa, opositora al régimen de Vladímir Putin.

## Biografía
Nació en el distrito del Krai de Krasnoyarsk, en la Unión Soviética. Comenzó a trabajar (2017) para el opositor al régimen ruso, Alekséi Navalni, en su Fundación Anticorrupción. En 2021, se vio obligada a huir de Rusia, cuando la entidad fue declarada organización extremista y Nalvani fue encarcelado.
Continuó investigando las corrupciones del Kremlin publicándolas en el diario electrónico ruso The Insider. Cuando estaba grabando diversas imágenes de la destrucción provocada por las tropas rusas en el distrito de Podilski de la capital de Ucrania Kiev, durante la invasión rusa de Ucrania, un proyectil ruso acabó con su vida el 23 de marzo del 2022. El hecho de que el coche estuviera reventado y no hubiera rastro de otros impactos en las cercanías sugiere que se trató de un ataque de precisión. Junto a Oksana falleció otro civil y dos personas que acompañaban a la periodista resultaron heridas.